# Molophilus rainieriensis
Molophilus rainieriensis là một loài ruồi trong họ Limoniidae. Chúng phân bố ở miền Tân bắc.